# Юрьев-Польское викариатство

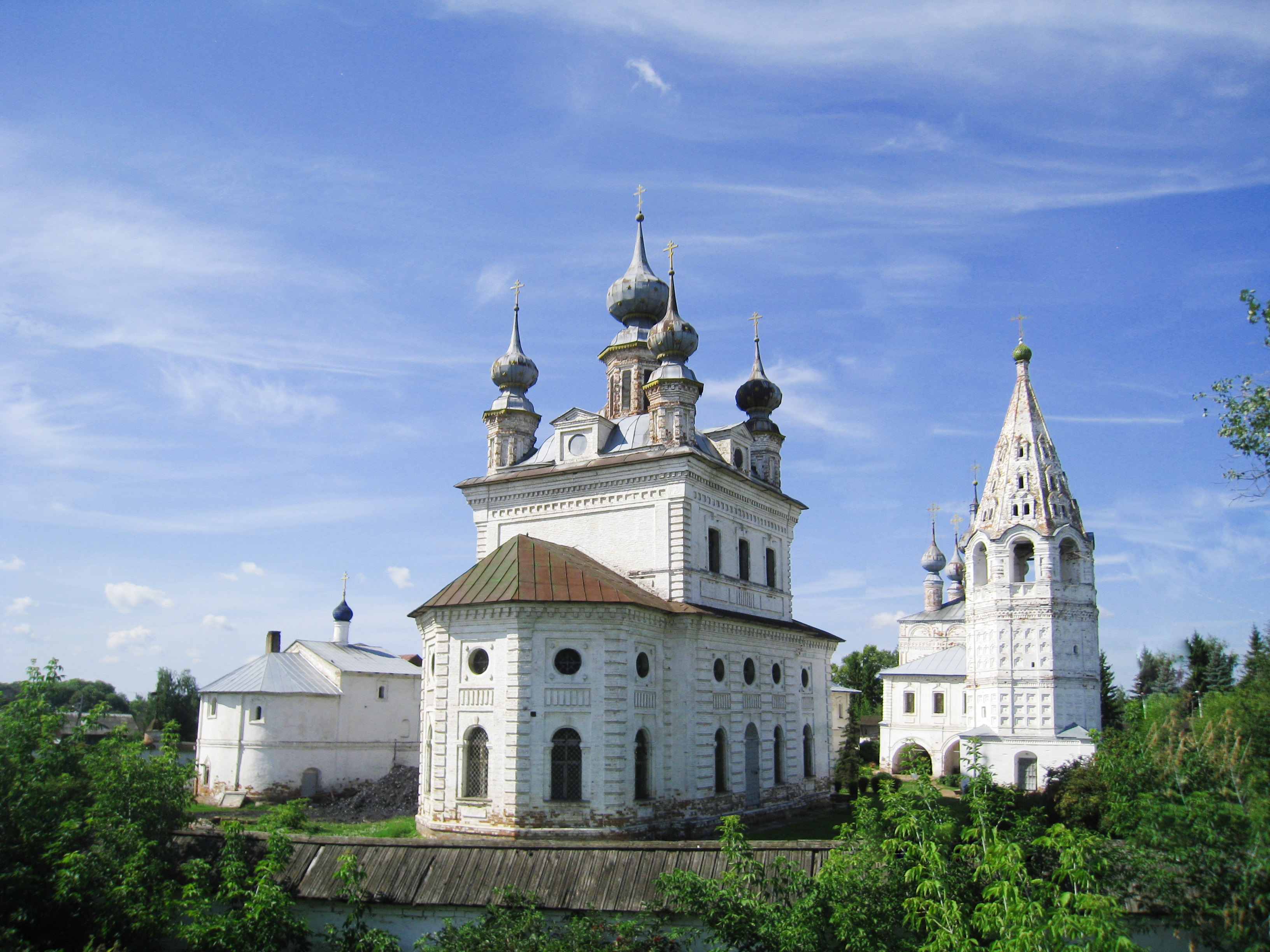
Собор Михаила Архангела Михаило-Архангельского мужского монастыря

Ю́рьев-По́льское викариа́тство (Юрьевское викариатство) — викариатство Владимирской епархии Русской Православной Церкви, существовавшее в 1907-1938 году.
Юрьевское викариатство Владимирской епархии учреждено 23 ноября 1907 года в связи с переводом епископа Александра (Трапицына). Поименовано по городу Юрьеву-Польскому Владимирской губернии.
3 июля 1920 года епископ Юрьевский Иерофей (Померанцев) был переведён на Иваново-Вознесенскую епархию, после чего новые епископы перестали назначаться.
Возрождено в 1930 году. В управлении епископ Хрисогона (Ивановского) на 1935 год находились церковные приходы Гаврилово-Посадского, Юрьев-Польского, Кольчугинского, Киржачского, Александровского, Переславского и Нагорьевского районов Ивановской промышленной области. После расстрела епископа Хрисогона 8 февраля 1938 года кафедра не замещалась.

## Епископы
- 23 ноября 1907 — 29 мая 1912 — Александр (Трапицын)
- 14 июня 1912 — 17 ноября 1919 — Евгений (Мерцалов)
- 21 ноября — 9 декабря 1919 — Борис (Соколов)
- 8 января — 3 июля 1920 — Иерофей (Померанцев)
- 13 января 1931 — 14 апреля 1932 — Хрисогон (Ивановский)
- 14 апреля — 23 июня 1932 — Павел (Чистяков)
- 23 июня 1932 — 26 августа 1935 — Хрисогон (Ивановский)
- 26 августа — 8 сентября 1935 — Александр (Торопов)
- 8 сентября 1935 — 8 февраля 1938 — Хрисогон (Ивановский)